# Alfabet lidi
L'alfabet lidi era el que s'emprava per escriure en lidi. Com en altres alfabets d'Anatòlia durant l'edat del ferro, l'alfabet lidi està relacionat amb l'alfabet grec oriental, si bé té característiques úniques com un signe d'interrogació en forma de triangle rectangle. Els textos lidis primerencs s'escrivien tant d'esquerra a dreta com de dreta a esquerra; posteriorment, tots els textos es llegeixen de dreta a esquerra. Ha sobreviscut un text escrit en escriptura bustrofèdica.
Roberto Gusmani va fer la primera codificació moderna de l'alfabet lidi el 1964, en una combinació de lexicó, gramàtica i col·lecció de textos. L'alfabet conté lletres per 26 sons; alguns estan representats per més d'un símbol, que es considera una "lletra". A diferència de l'alfabet carià, que tenia una f derivada de Φ, la f lídia té la peculiar forma de 8 que també es pot trobar a l'alfabet etrusc.
| Lletra | Lletra | Transliteració | So (AFI)     | Notes |
| Text   | Imatge | Transliteració | So (AFI)     | Notes |
| ------ | ------ | -------------- | ------------ | --- |
| 𐤠      |        | a              | [a]          | |
| 𐤡      |        | b              | [p], [b]     | Pronunciat [b] abans de nasals i probablement [r]                                                                                     |
| 𐤢      |        | g              | [ɡ]          | De vegades substituït per /k/. |
| 𐤣      |        | d              | [ð]?         | Potser una altra fricativa pronunciada com a [z].                                                                                     |
| 𐤤      |        | e              | [eː]         | Relativament alta i llarga, com la ει grega; només ocorre si s'accentua.                                                              |
| 𐤥      |        | v              | [v]          | |
| 𐤦      |        | i              | [i]          | |
| 𐤧      |        | y              | ?            | Aparentment un al·lòfon de /i/, potser quan no s'accentuava. Atestat només 11 cops: artymu- ~ artimu-. Podria provenir de la 𐊹 cària. |
| 𐤨      |        | k              | [k], [ɡ]     | Pronunciat [ɡ] abans de nasals i probablement [r]                                                                                     |
| 𐤩      |        | l              | [l]          | |
| 𐤪      |        | m              | [m]          | |
| 𐤫      |        | n              | [n]          | |
| 𐤬      |        | o              | [oː]         | Relativament alta i llarga, com la ου grega; només ocorre si s'accentua.                                                              |
| 𐤭      |        | r              | [r]          | |
| 𐤮      |        | ś              | [s]          | Una [s] simple tot i la seva transcripció                                                                                             |
| 𐤯      |        | t              | [t], [d]     | Pronunciat [d] abans de nasals i probablement [r]                                                                                     |
| 𐤰      |        | u              | [u]          | |
| 𐤱      |        | f              | [f]          | |
| 𐤲      |        | q              | [kʷ]         | Almenys històricament [kʷ]; no és clar si aquesta era la pronúncia quan es feia servir l'alfabet.                                     |
| 𐤳      |        | s              | [ç] or [ʃ]   | *s palatalitzada. |
| 𐤴      |        | τ              | [ts] or [tʃ] | |
| 𐤵      |        | ã              | vocal nasal  | Potser [ãː]. Només apareix accentuada. Ã o a si es troba abans d'una consonant nasal: aliksãntru ~ aliksantru.                        |
| 𐤶      |        | ẽ              | vocal nasal  | No [ẽ]; potser [ã]. Només apareix accentuada.                                                                                         |
| 𐤷      |        | λ              | [ʎ]          | *l palatalitzada. |
| 𐤸      |        | ν              | [ɲ] or [ŋ]?  | Prové de *m i *n a final de paraula; més tard la pèrdua de vocals finals va fer que contrastés amb aquests sons.                      |
| 𐤹      |        | c              | [dz]?        | Pronunciada com a africada o fricativa: [z], [dz], o [dʒ], etc. Un origen és la *d assibilada.                                        |